# الموجة الكورية

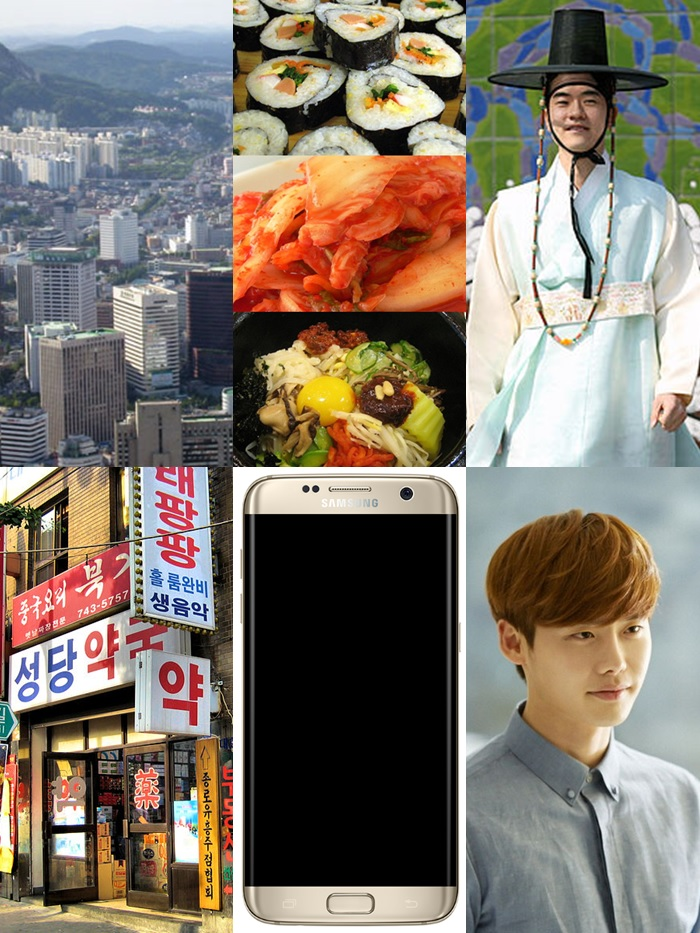
جوانب مختلفة من ثقافة كوريا الجنوبية

هاليو (الموجة الكورية) أو موجة الهاليو أو هاليو أو الموجة الكورية (한류 بالهانغول الكورية، 韓流 بهانجا الصينية) هي موجة ثقافية كورية أطلقتها دولة كوريا الجنوبية.
كانت الصين أول دولة تأثرت بهذه الموجة الثقافية خلال أواخر التسعينات من القرن العشرين فأطلق عليها إعلام العاصمة الصينية بكين في منتصف عام 1999 كلمة «هاليو» والتي تعني حرفيا «التدفق الكوري» وكان ذلك بسبب سرعة ٱنتشارها وما تقدمه كوريا الجنوبية من دراما تلفزيونية، والتي تعتمد على ممثلين في ريعان الشباب والجمال إضافة إلى مواضيع تحاكي ما يرغب فيه المشاهد (كالحب العذري، والصداقة والعلاقات العائلية بين الأفراد والمال) بحبكة درامية تتخلها رومنسية أبطال المسلسلات دون حاجة لتوظيف العنف أو الجنس.
تطورت الموجة الكورية في العقود الأخيرة بسبب ٱنتشار موسيقى البوب الكوري (كي بوب) على مواقع الفيديو كيوتيوب لتنتقل من موجة إقليمية محلية تسيطر على جنوب شرق آسيا إلى ظاهرة عالمية تجتاح الشباب والمراهقين في أمريكا اللاتينية وشمال شرق الهند والشرق الأوسط وشمال أفريقيا وعموم المهاجرين في العالم الغربي.
وقد أدى القبول المتزايد لثقافة الكي بوب الكوري كشكل من وسائل الترفيه في شتى أنحاء العالم إلى استخدام حكومة كوريا الجنوبية الموجة الكورية كأداة للقوة الناعمة والسياسة الخارجية، حيث أدى انتشار أغاني الكيبوب والدراما الكورية مثل أغنية «جانجام ستايل» ومسلسل «لعبة الحبار»  على تصدر كوريا الجنوية كأحد أهم المستفيدين من مفهوم القوى الناعمة. حيث تأمل الحكومة أن قبول الثقافة الكورية الجنوبية في الدول الأجنبية سوف يقابل بالمثل وذلك بتحقيق تدفقاً ثنائي الإتجاه للثقافة والسلع والأفكار.